# Острау (Залькрайс)
Острау (нем. Ostrau) — община в Германии, в земле Саксония-Анхальт.
Входит в состав района Заале. Подчиняется управлению Гёчеталь-Петерсберг. Население составляет 1260 человек (на 31 декабря 2006 года). Занимает площадь 17,27 км².